# Gradišče pri Vipavi
Gradišče pri Vipavi je naselje v Občini Vipava. Razloženo vas nad cesto Vipava-Podnanos sestavljajo zaselki: Britih (okrog cerkve sv. Križa, ki ima oglejski tip zvonika iz leta 1706), Andlovska vas, Planinska vas, Žgavska vas, Poljšakovska vas in Petriška vas, ki se imenujejo po priimkih prvih naseljencev. Nad vasjo so vzpetine Grmada, Plaz (529 m), Gradiška Tura (793 m) na pobočjih Nanosa.

## Prebivalstvo
Etnična sestava 1991:

- Slovenci: 233 (99,1 %)
- Muslimani: 2